# Möllevången
Möllevången (i folkmun Möllan) är en stadsdel i Malmö kring Möllevångstorget och Folkets Park. Möllevången är ett delområde inom stadsområde Innerstaden. Namnet kommer av de sydsvenska orden mölla ’kvarn’ och vång ’gärde, fält’.
Möllevången har många olika krogar, restauranger och nattklubbar, en etnisk mångfald beträffande mat och affärer, samt en subkulturell prägel. Under de senaste decennierna har Möllevången förvandlats från ett arbetarklassområde till att hysa många kulturarbetare. Även utbudet av butiker och restauranger har förändrats och området har genomgått en gentrifiering.

## Historik
Möllevångens gård, vid Parkgatan, byggdes år 1796 av Frans Suell d.y. Den tillhörande trädgården omvandlades under 1890-talet till Folkets Park, Sveriges första folkpark. I Folkets Park finns idag flertalet olika verksamheter såsom nattklubben Moriska Paviljongen, science centret Cool Minds och barn- och ungdomsteatern Barnens Scen. 
Möllevången var den största privategendomen inom staden. Under 1870-talet började tomter avyttras i området kring Bergsgatan. År 1903 fastställdes den första stadsplanen för Möllevången, utarbetad av stadsingenjör Anders Nilsson (1844–1936). Tät kvartersbebyggelse uppfördes för stadens arbetarbefolkning under 1900-talets första decennier. En stor del av bebyggelsen är i jugendstil. Sankt Johannes kyrka byggdes till den församling som bildades i de nybyggda kvarteren.
Möllevångstorget anlades i början av 1900-talet. Kring Malmö fanns då gemensamma vångar, åkerområden, och vid Möllevången fanns väderkvarnarna. Den stora vägen som leder förbi torget är Bergsgatan. Många fabriker låg just här. Många av de gamla fabriksbyggnaderna har renoverats och inhyser företag och bostäder.
Ursprungligen utgjordes Möllevångens gränser av gatorna Sofielundsvägen, Bergsgatan, Spångatan/Spånehusvägen och Nobelvägen. År 1981 ändrades detta till Spårvägsgatan, Södra Förstadsgatan, Bergsgatan, Amiralsgatan och Nobelvägen.
Vid Södra Fisktorget ligger Södra Innerstadens stadsdelsförvaltning och vid Nobelvägen finns Sankta Maria kyrka och Södervärns vattentorn. Möllevångens skola (F-9) ligger vid Folkets park. På Möllevången finns Möllevångens, Edens,  Drakens, Solkattens och Södervärns förskolor och föräldrakooperativet Spaden.
Nära Möllevångstorget, strax utanför Möllevången, låg tidigare chokladfabriken Mazetti, som grundades av dansken Emil Nissen i slutet av 1800-talet. Sedan fabriken lagts ner såldes den till Malmö stad 1997 och inrymmer numera Kulturhuset Mazetti och Accome Hotel Apartments, Mazetti.

Möllevången ska inte förväxlas med Mölleplatsen som ligger sydväst om Malmöhus slott.

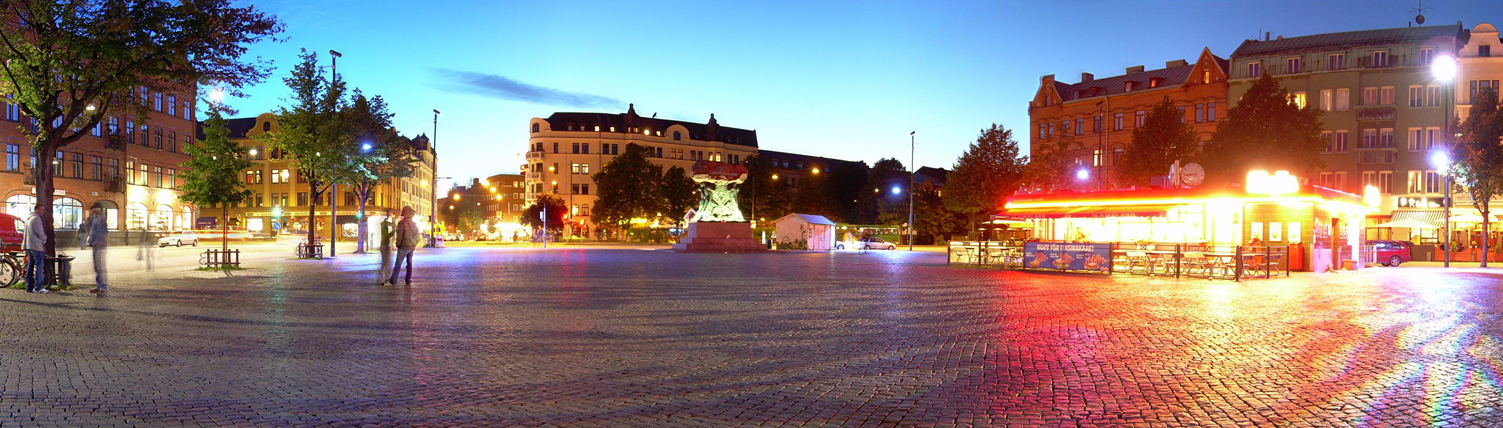
Möllevångstorget kvällstid.

## Koppling till arbetarrörelsen
På Möllevångstorget utspelade sig Möllevångskravallerna 1926. Mitt på torget står Axel Ebbes staty Arbetets ära, den avtäcktes 1931 och symboliserar områdets arbetarhistoria. 
Möllevångstorget är frekvent utgångspunkt för arbetarrörelsens manifestationer och demonstrationer, däribland antifascistdemonstrationen den 16 mars 2014 och manifestationen för palestinier 14 maj 2021.

## Galleri

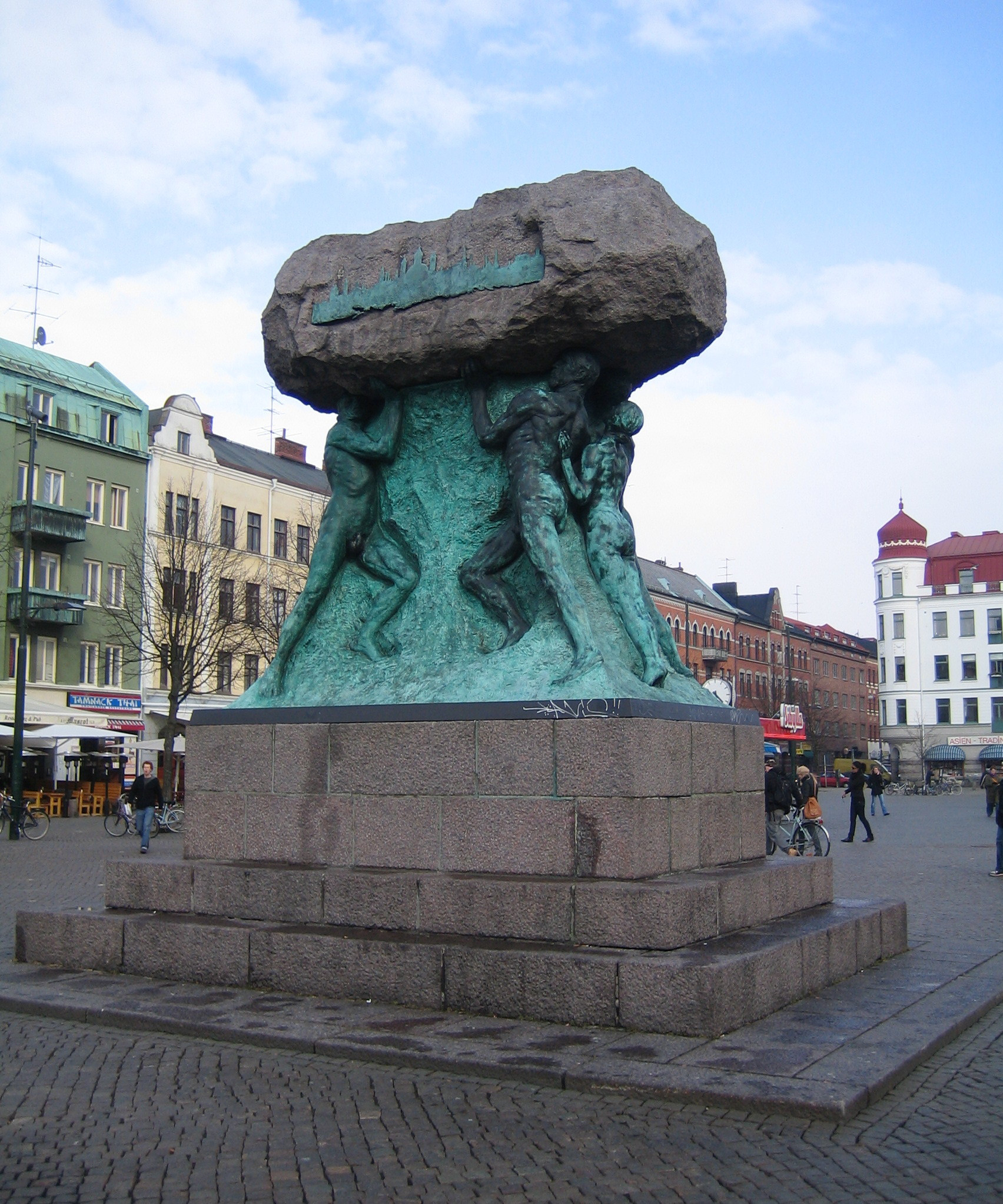
Den välkända statyn Arbetets ära som står mitt på Möllevångstorget.
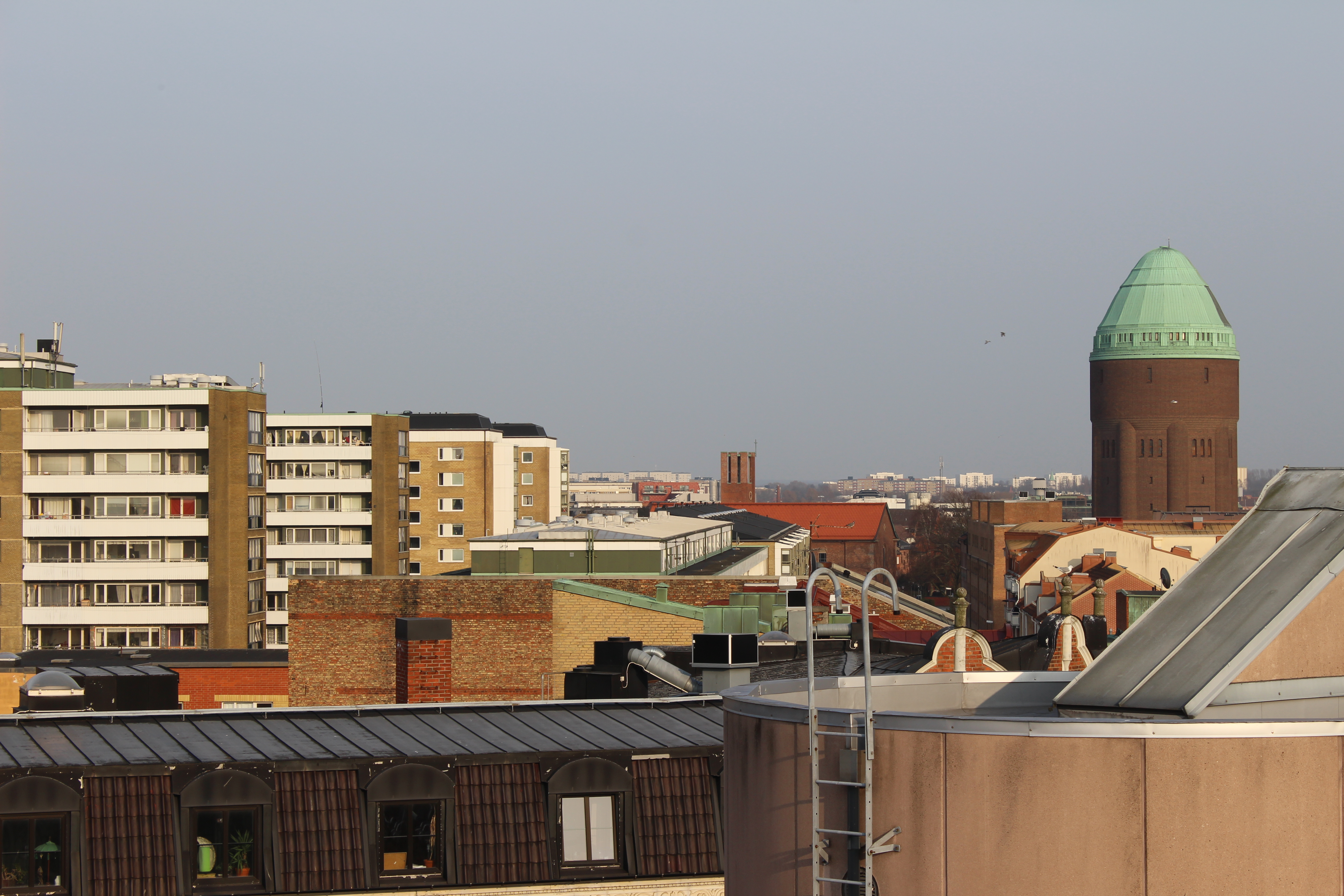
Tak, södra delarna av Möllevången.
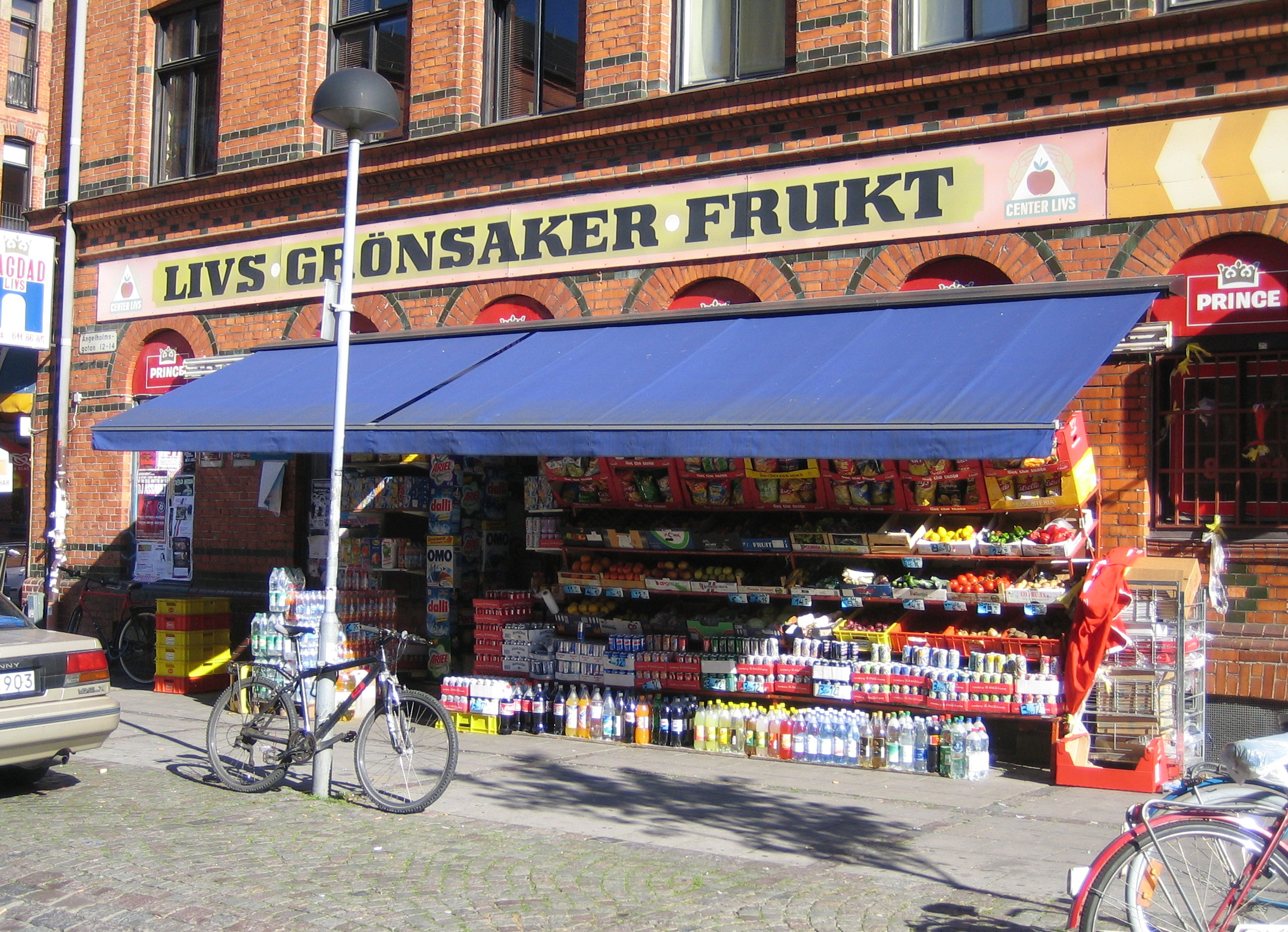
Butik på Möllevången.
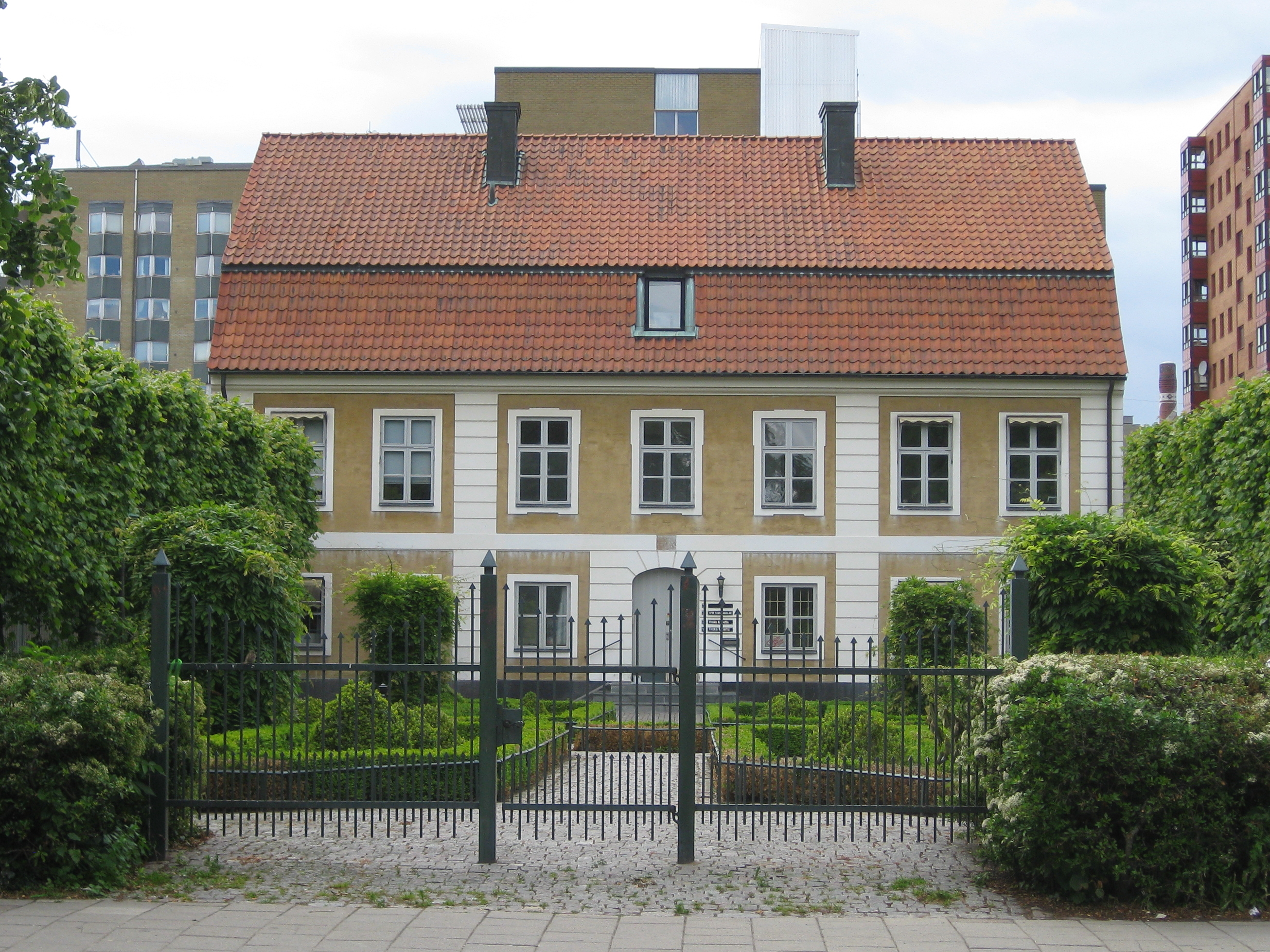
Möllevångens gård.
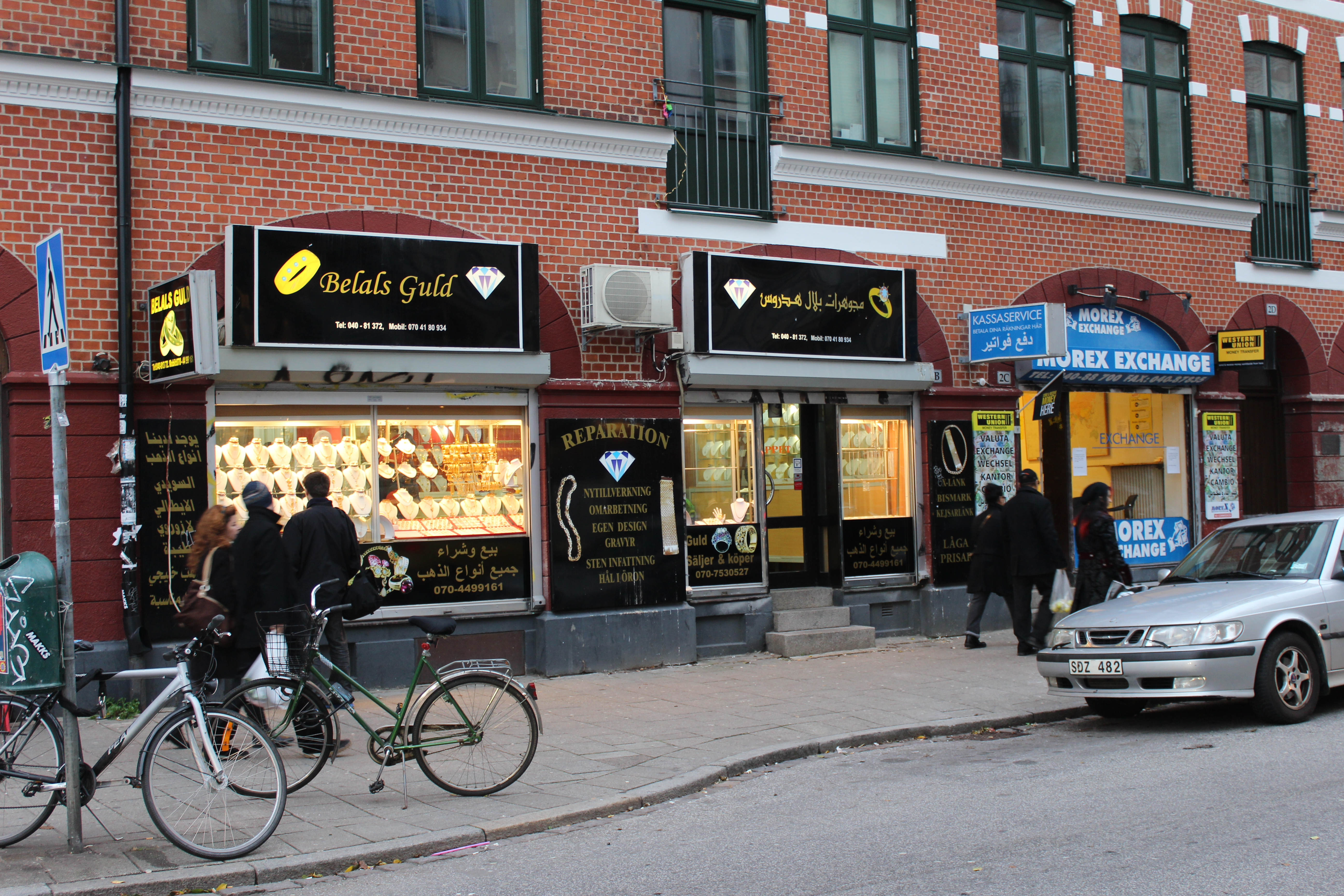
Exempel på tvåspråkig skyltning (svenska och arabiska).
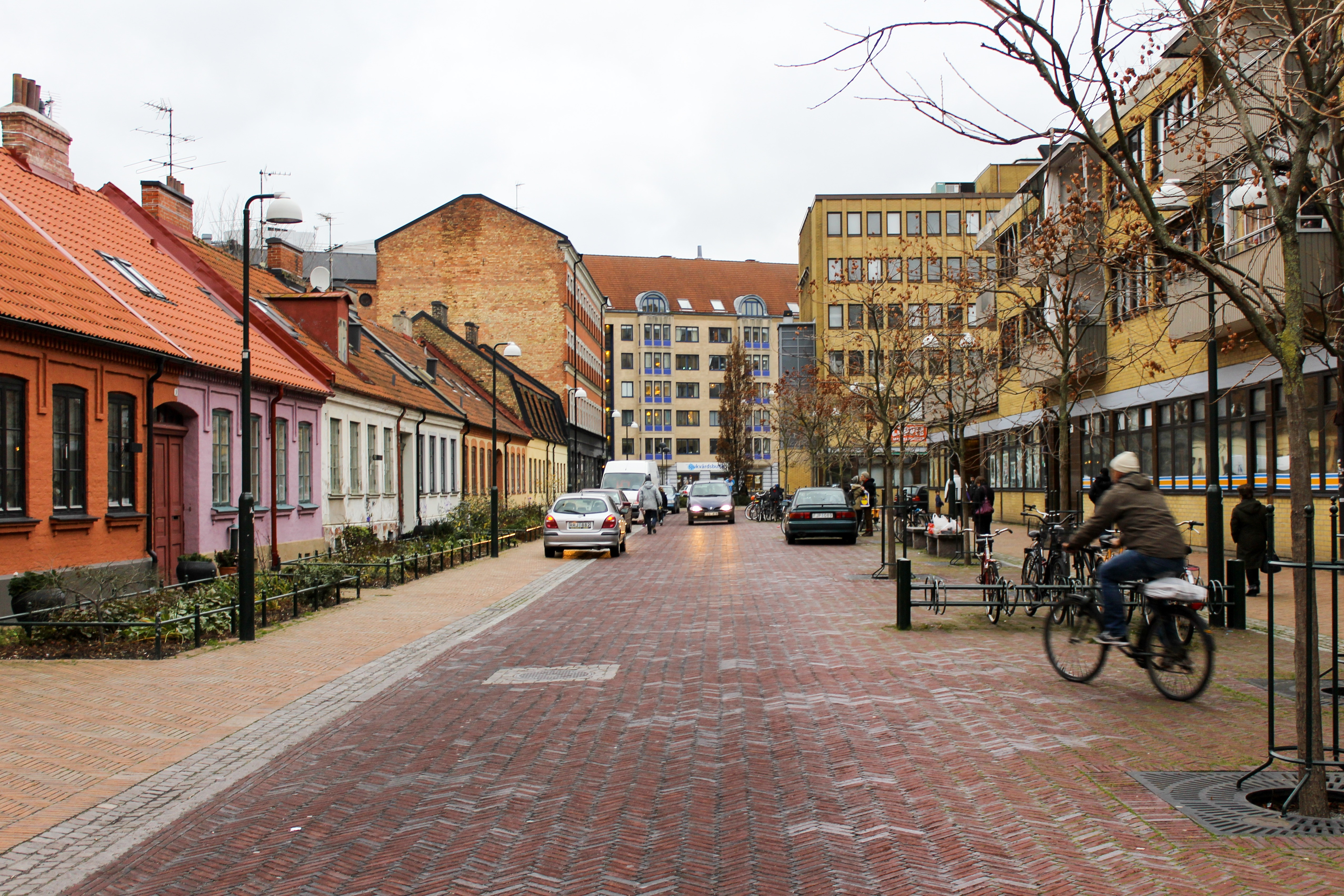
Fricksgatan.
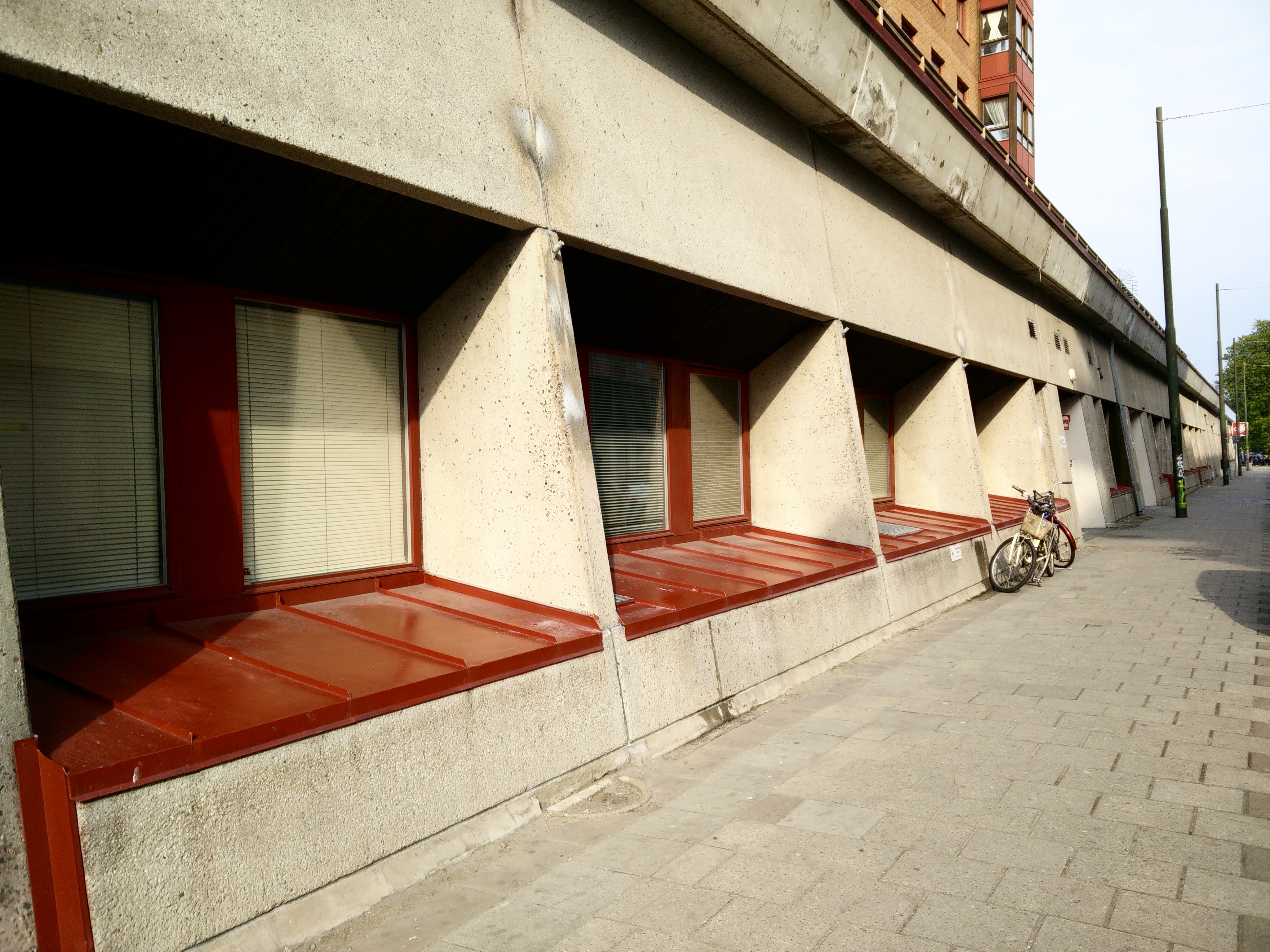
Betongbyggnader på Barkgatan.